# 20533 Irmabonham
20533 Irmabonham è un asteroide della fascia principale. Scoperto nel 1999, presenta un'orbita caratterizzata da un semiasse maggiore pari a 2,9218741 UA e da un'eccentricità di 0,0849589, inclinata di 3,15039° rispetto all'eclittica.